# Timandromorpha discolor
Timandromorpha discolor là một loài bướm đêm trong họ Geometridae.

## Hình ảnh

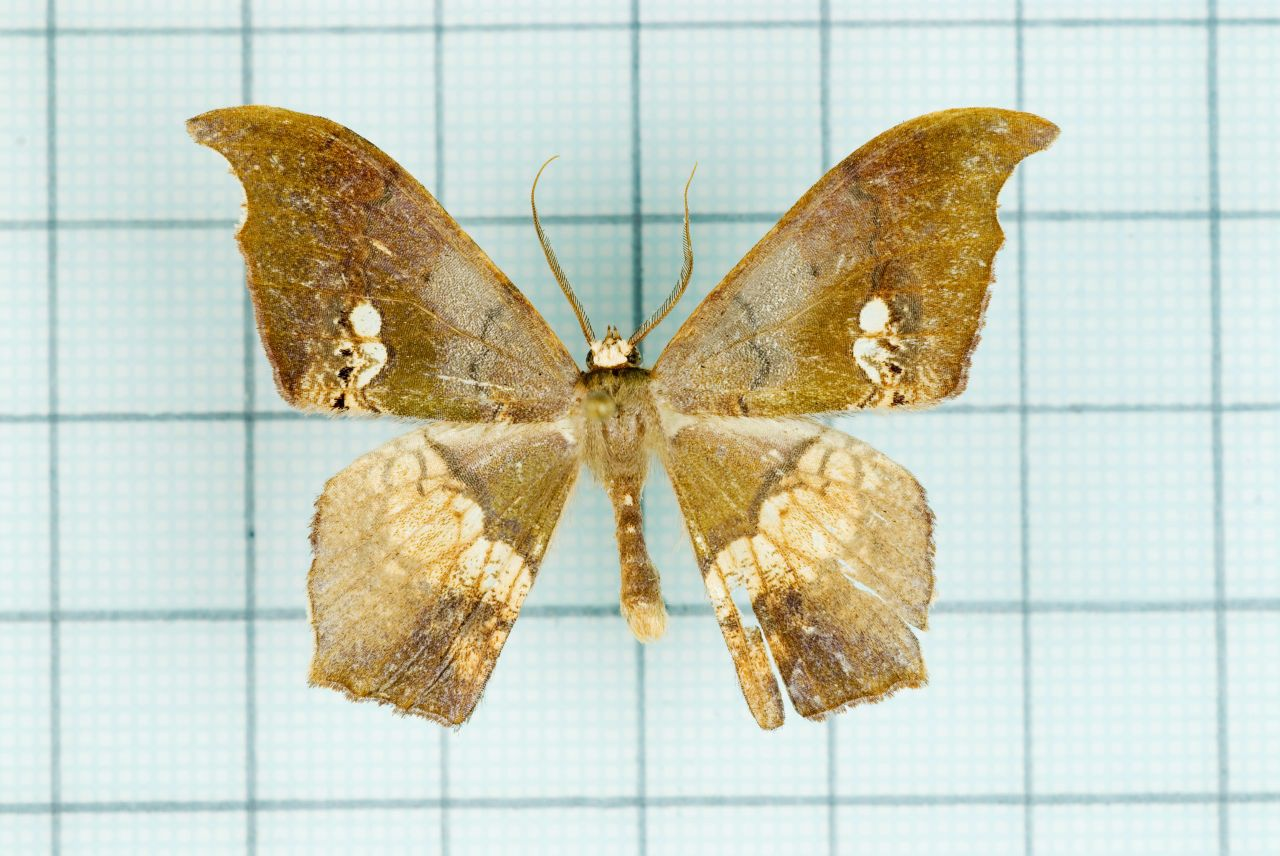